# كريس كوك (رياضي)
كريس كوك (بالإنجليزية: Chris Cook)‏ (و. 1980  م) هو رياضي، ومتزحلق أمريكي، ولد في نيناه، شارك في الألعاب الأولمبية الشتوية 2006، وبطولة العالم للتزلج النوردي على الثلج 2007 ‏، وبطولة العالم للتزلج النوردي على الثلج 2009 ‏.

## روابط خارجية
- كريس كوك على موقع الاتحاد الدولي للتزلج (التزلج الريفي) (الإنجليزية)
- كريس كوك على موقع أوليمبيديا (الإنجليزية)